# 박상인 (1976년)
박상인(한국 한자: 朴相麟, 1976년 3월 10일 ~ )은 대한민국의 전 축구 선수이며, 포지션은 미드필더였다.